# سنة عظيمة

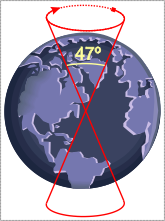
يظل ميل المحور القطبي للأرض ثابتًا ولكنه يصف مسارًا دائريًا في الفضاء خلال فترة تُعرف بالسنة العظيمة.

مصطلح عام عظيم Great Year له معنيان رئيسيان. يتم تعريفه بواسطة علم الفلك العلمي على أنه «فترة دورة واحدة كاملة من الاعتدالات حول مسير الشمس، أو حوالي 25800 سنة». وهناك رقم أكثر دقة هو 25772 سنة مقبول حاليا. موقف محور الأرض في سماء الليل الشمالي حاليًا يتماشى تقريبًا مع نجم بولاريس، نجم الشمال. هذه صدفة عابرة ولم تكن كذلك في الماضي ولن تكون كذلك مرة أخرى إلا بعد مرور سنة عظيمة.
السنة الأفلاطونية، والتي تُسمى أيضًا «السنة الكبرى»، لها معنى مختلف أكثر صوفية وغموضًا. افترض أفلاطون أن الحركات المدارية للشمس والقمر وكواكب العين المجردة إلى الأمام أو الخلف في الوقت المناسب سوف تصل إلى نقطة حيث تكون في نفس المواضع كما هي اليوم. وقد أطلق على هذه الفترة الزمنية اسم «السنة الكبرى» واقترح أن تتم هذه العودة الموحدة كل 36000 عام تقريبًا. لا يوجد أي دليل على أن إعادة المحاذاة هذه قد حدثت أبدًا أو أنها يمكن أن تحدث أبدًا.